# Arrows A21

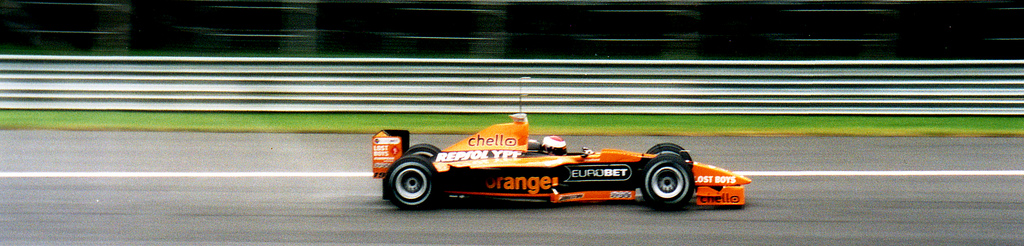
Jos Verstappen testa la A21 a Monza nel 2000.

La Arrows A21 fu la vettura del team Arrows schierata nel 2000. Pilotata da Jos Verstappen e Pedro de la Rosa fu progettata da Mike Coughlan e Eghbal Hamidy, configurandosi come una delle auto più atipiche create per quella stagione.

## La vettura

### Caratteristiche tecniche
La Arrows A21 era una vettura relativamente semplice sul piano tecnico e molto efficace su quello aerodinamico, soprattutto raggiungeva buoni risultati in rettilineo toccando buone velocità di punta. La vettura presentava inoltre caratteristiche particolari alle sospensioni anteriori riprendendo un'idea degli anni '80 e abbandonata dal 1992, nota come pull-rod, favorendo un buono scorrimento dell'aria.
Con lo scopo poi di andare a ridurre il baricentro i tecnici decisero di adottare per le pinze dei freni posteriori una posizione quasi coricata.
Queste soluzioni aerodinamiche furono il principale punto forte della vettura, a cui si aggiunse un nuovo motore Supertec più performante del V10 realizzato in proprio, usato nelle stagioni 1998/1999.
Proprio il motore e il cambio tuttavia rappresentarono anche il principale punto debole della A21, per via della loro poca affidabilità. Altro problema della monoposto era inoltre il serbatoio poco capiente,.

### Livrea
Per la stagione 2000 la Arrows mantenne inizialmente i colori dell'anno precedente, ossia arancione e nero, anche se i test invernali vennero svolti con una livrea interamente nera, in quanto non vi era alcuno sponsor di rilievo. Successivamente si registrò l'entrata di nuovi sponsor, prima tra i quali la compagnia telefonica britannica Orange che firmò un contratto triennale dal valore di 70 milioni di sterline, modificando così la colorazione che divenne completamente arancione con solo alcune parti nere.

## La stagione
Entrambi i piloti furono protagonisti di molte buone prestazioni, fermate tuttavia da un motore Supertec non troppo affidabile e spesso causa di ritiri.
Verstappen riuscì a ottenere un quinto posto in Canada e un quarto posto a Monza, mentre De la Rosa raccolse altri due sesti posti in Europa e in Germania, e fu autore di un'ottima gara anche in Austria, dove rimase infatti terzo, fino al cedimento del motore.
I due piloti ottennero buoni risultati anche in qualifica piazzandosi nella "top ten" in almeno quattro occasioni, fra le quali spiccò il quinto posto di De la Rosa a Hockenheim.
Il team chiuse al 7º posto nel campionato costruttori con un bottino totale di 7 punti.
| Anno | Team          | Motore                | Gomme | Piloti       |     |   |     |     |     |     |     |     |     |     |     |    |    |     |     |     |     | Punti | Pos. |
| ---- | ------------- | --------------------- | ----- | ------------ | --- | - | --- | --- | --- | --- | --- | --- | --- | --- | --- | -- | -- | --- | --- | --- | --- | ----- | ---- |
| 2000 | Orange Arrows | Supertec FB02 3.0 V10 | B     | De la Rosa   | Rit | 8 | Rit | Rit | Rit | 6   | Rit | Rit | Rit | Rit | 6   | 16 | 16 | Rit | Rit | 12  | Rit | 7     | 7º   |
| 2000 | Orange Arrows | Supertec FB02 3.0 V10 | B     | J.Verstappen | Rit | 7 | 14  | Rit | Rit | Rit | Rit | 5   | Rit | Rit | Rit | 13 | 15 | 4   | Rit | Rit | 10  | 7     | 7º   |